# Lijst van plaatsen in Nederland met hun patroonheiligen
Deze lijst bevat plaatsen in Nederland met de patroonheilige(n) van de voornaamste rooms-katholieke parochiekerken aldaar. De patroonheilige van de Nederlandse Kerkprovincie is Willibrordus.

## Drenthe
- Anloo: Magnus van Trani
- Diever: Pancratius
- Dwingeloo: Nicolaas van Myra
- Odoorn: Margaretha van Antiochië

## Flevoland
- Biddinghuizen: Bonifatius
- Dronten: Ludgerus
- Emmeloord: Aartsengel Michaël
- Swifterbant: Willibrordus

## Friesland
- Aalsum: Catharina van Alexandrië
- Abbega: Gertrudis van Nijvel
- Achlum: Gertrudis van Nijvel
- Anjum: Aartsengel Michaël
- Augustinusga: Augustinus van Hippo
- Bakhuizen: Odulphus
- Balk: Ludgerus
- Beetgum: Martinus van Tours
- Bergum: Martinus van Tours
- Berlikum: Aartsengel Michaël
- Blauwhuis: Vitus
- Blesdijke: Nicolaas van Myra
- Blessum: Maria
- Blija: Nicolaas van Myra
- Boer: Maria
- Boijl: Martinus van Tours
- Boksum: Margaretha van Antiochië
- Bolsward: Martinus van Tours
- Bornwird: Maria
- Bozum: Martinus van Tours
- Brantgum: Catharina van Alexandrië
- Britswerd: Joris
- Broek: Christoffel
- Burgwerd: Johannes
- Cornjum: Nicolaas van Myra
- Cornwerd: Bonifatius
- Deinum: Johannes de Doper
- Dokkum: Martinus van Tours, Bonifatius
- Donkerbroek: Laurentius van Rome
- Dronrijp: Salvius van Amiens
- Eestrum: Petrus
- Engelum: Christoffel
- Exmorra: Johannes de Doper
- Ferwerd: Martinus van Tours
- Firdgum: Nicolaas van Myra
- Franeker: Martinus van Tours (Franciscus van Assisi)
- Gauw: Nicolaas van Myra
- Giekerk: Martinus van Tours
- Gorredijk: Paulus
- Goutum: Agnes
- Grouw: Petrus
- Hallum: Martinus van Tours
- Hantum: Nicolaas van Myra
- Harkema: Nicolaas van Myra
- Harlingen: Aartsengel Michaël
- Hemelum: Nicolaas van Myra
- Herbaijum: Nicolaas van Myra
- Hollum: Magnus van Trani
- Hoorn: Johannes de Doper
- Huins: Nicolaas van Myra
- Huizum: Johannes de Doper
- Jelsum: Genoveva
- Jislum: Catharina van Alexandrië
- Jorwerd: Radboud
- Joure: Matteüs
- Jouswier: Petrus
- Kimswerd: Laurentius van Rome
- Kollum: Martinus van Tours
- Leeuwarden: Vitus
- Lemmer: Willibrordus
- Lichtaard: Gertrudis van Nijvel
- Lions: Catharina van Alexandrië

- Makkinga: Bonifatius
- Mantgum: Maria
- Marrum: Godehardus van Hildesheim
- Marssum: Pontianus van Spoleto
- Menaldum: Lambertus van Maastricht
- Midlum: Nicolaas van Myra
- Minnertsga: Martinus van Tours
- Molkwerum: Lebuïnus
- Morra: Johannes
- Nijeholtpade: Nicolaas van Myra
- Oldeberkoop: Bonifatius
- Oldetrijne: Catharina
- Olterterp: Hippolytus
- Oosterbierum: Joris
- Oosterlittens: Margaretha van Antiochië
- Oosternijkerk: Cecilia
- Oosterwierum: Nicolaas van Myra (Sint-Wiro)
- Oost-Vlieland: Nicolaas van Myra
- Oudega (Sm): Agatha
- Parrega: Johannes de Doper
- Peins: Gertrudis van Nijvel
- Pietersbierum: Petrus
- Pingjum: Victor van Xanten
- Rinsumageest: Johannes de Doper
- Raard: Johannes de Doper
- Rauwerd: Laurentius van Rome
- Ried: Walburga
- Roodhuis: Martinus van Tours
- Roordahuizum: Vincentius van Zaragoza
- Schillaard: Maria
- Schingen: Stefanus
- Sexbierum: paus Sixtus II
- Sint Annaparochie: Anna
- Sint Jacobiparochie: Jacobus
- Sintjohannesga: Johannes de Doper
- Sint Nicolaasga: Nicolaas van Myra
- Slappeterp: Dionysius van Parijs
- Sloten: Johannes de Doper
- Sneek: Martinus van Tours
- Steggerda: Fredericus
- Stiens: Vitus
- Swichum: Nicolaas van Myra
- Terband: Catharina van Alexandrië
- Ter Idzard: Bonifatius
- Tjerkgaast: Augustinus van Hippo
- Twijzel: Augustinus van Hippo
- Tzum: Bonifatius
- Vrouwenparochie: Maria
- Welsrijp: Ursula
- Westergeest: Martinus van Tours
- Westhem: Bartolomeüs
- Wetsens: Vitus
- Wieuwerd: Nicolaas van Myra
- Wijnaldum: Andreas
- Wijns: Vitus
- Wijtgaard: Maria
- Wirdum: Martinus van Tours
- Woudsend: Aartsengel Michaël
- Ypecolsga: Odulphus

## Gelderland
- Alem: voorheen Odrada van Balen, tegenwoordig Hubertus
- Angerlo: Gallus
- Arnhem: Eusebius van Rome
- Bredevoort: Georgius
- Brummen: Pancratius
- Buren: Lambertus van Maastricht
- Doesburg: Martinus van Tours
- Doetinchem: Catharina van Alexandrië
- Drempt: Georgius
- Druten: Ewald de Zwarte en de Witte
- Duiven: Remigius van Reims
- Ellecom: Nicolaas van Myra
- Elst: Werenfried van Elst
- Epe: Martinus van Tours
- Etten: Martinus van Tours
- Gendringen: Martinus van Tours
- Groenlo: paus Calixtus I
- Hall: Liudger
- Hattem: Andreas
- Hedel: Willibrordus
- Heerde: Johannes de Evangelist
- 's-Heerenberg: Georgius en Pancratius
- Hummelo: Willibrord
- Lochem: Gudula van Brussel

- Nijbroek: Georgius
- Nijmegen: paus Gregorius de Grote, Stefanus
- Oene: Dionysius
- Oosterbeek: Bernulfus van Utrecht
- Oosterwolde: Nicolaas van Myra
- Rheden: Mauritius
- Silvolde: Mauritius
- Spankeren: Petrus
- Steenderen: Remigius van Reims
- Terborg: Georgius en Barbara
- Terwolde: Cosmas en Damianus
- Twello: Maria
- Vaassen: Ursula van Keulen en gezellen
- Varsseveld: Liudger
- Veessen: Sint-Ewald
- Voorst: Drie-eenheid
- Vorchten: Johannes de Doper
- Warnsveld: Martinus van Tours
- Wichmond: Liudger
- Zeddam: Oswald van Northumbria
- Zevenaar: Andreas
- Zutphen: Walburga, Maria, Johannes de Doper

## Groningen
- Bedum: Maria
- Bellingwolde: Magnus van Trani
- Groningen: Martinus van Tours
- Haren: Nicolaas van Myra
- Leens: Petrus

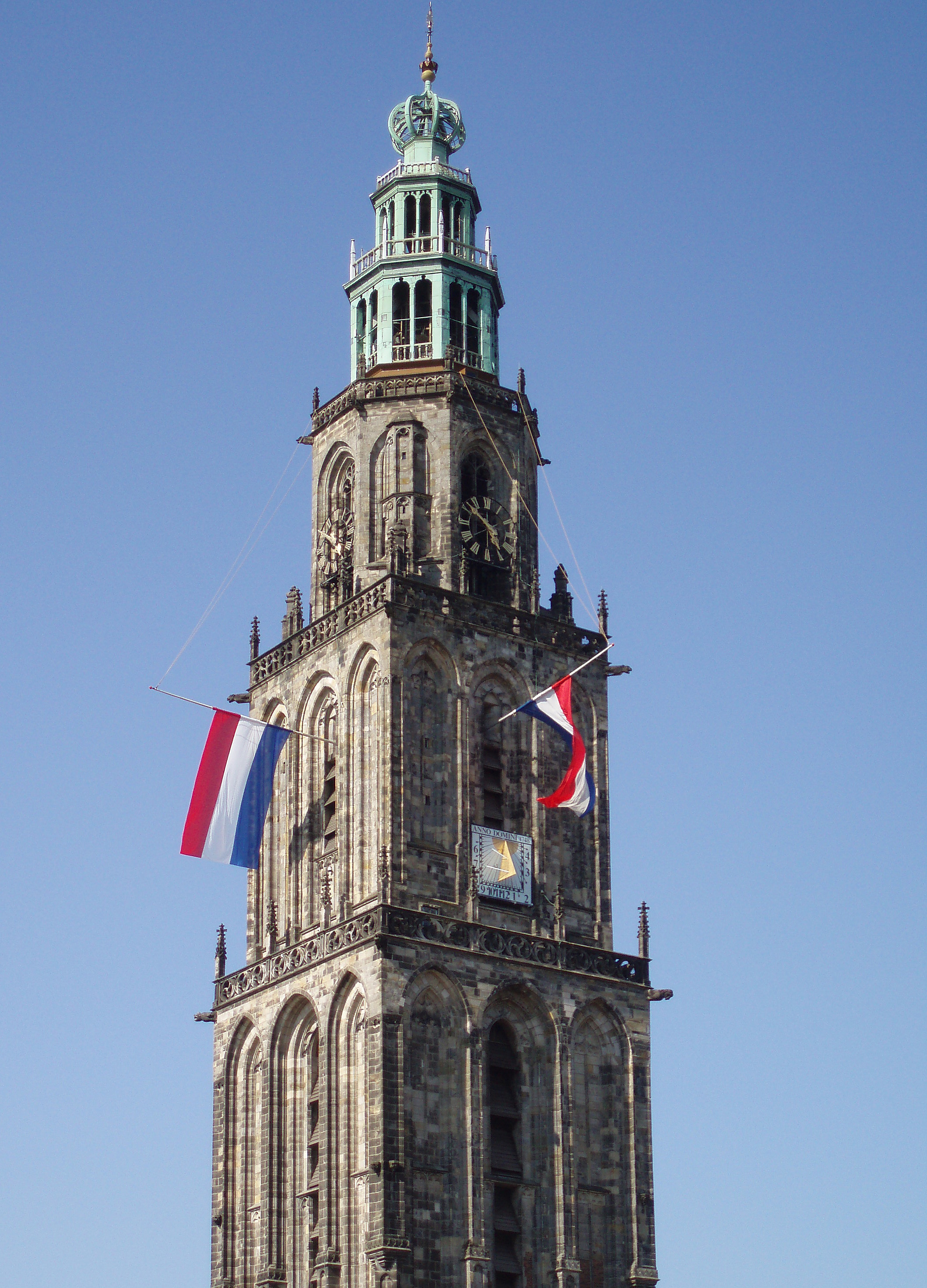
Martinitoren in Groningen

- Leermens: Donatus (samen met Sebastianus en Fabianus)
- Middelstum: Hippolytus
- Onstwedde: Nicolaas van Myra
- Oosterwijtwerd: Maria
- Warfhuizen: Ludgerus en Onze Lieve Vrouwe van smarten
- Winschoten: Vitus

## Limburg
- Amby: Walburga
- Baexem: Johannes de Doper
- Beek: Martinus van Tours
- Beesel: Sint Joris
- Born: Martinus van Tours
- Broekhuizen: St. Nicolaas

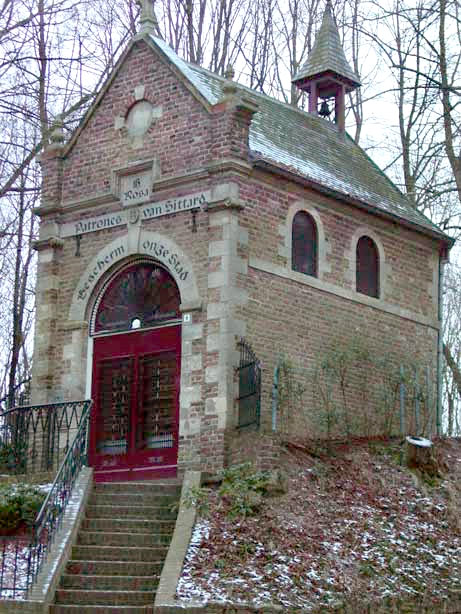
Kapel van Sint Rosa in Sittard

- Broeksittard: Onze Lieve Vrouwe Geboorte
- Buchten: Onze Lieve Vrouwe ten Hemelopneming
- Buggenum: Aldegonda van Maubeuge
- Dieteren: Stefanus
- Echt: Landricus van Zinnik
- Elsloo: Maria, Augustinus van Hippo
- Eys: Agatha van Sicilië
- Geleen: paus Marcellinus, Petrus
- Geulle: Martinus van Tours
- Grevenbicht: Catharina van Alexandrië
- Gronsveld: Martinus van Tours
- Gulpen: Petrus
- Heerlen: Pancratius
- Heerlerheide: paus Cornelius
- Helden: Lambertus van Maastricht
- Heythuysen: Nicolaas van Myra
- Holset: Lambertus van Maastricht Genoveva van Parijs
- Horst: Lambertus van Maastricht
- Hulsberg: Clemens van Alexandrië
- Klimmen: Remigius van Reims
- Lemiers: Catharina van Alexandrië Lucia van Syracuse
- Maastricht: Bartolomeüs, Lambertus van Maastricht, Petrus, Servatius van Maastricht
- Mechelen: Johannes de Doper
- Meerssen: Bartolomeüs
- Mesch: Pancratius
- Mheer: Lambertus van Maastricht
- Moorveld: Onbevlekt Hart van Maria
- Neerbeek: paus Calixtus I
- Nijswiller: Dionysius van Parijs
- Noorbeek: Brigida
- Nuth: Bavo
- Obbicht: Willibrord
- Partij-Wittem: Johannes van Nepomuk Alfonsus van Liguori
- Pey: Onze Lieve Vrouwe van Onbevlekte Ontvangenis
- Reijmerstok: Fransiscus van Assisi
- Roermond: Maria, Christophorus
- Rothem: Heilig Hart van Jezus
- Schimmert: Remigius van Reims
- Sint Joost: Judocus
- Sint Odiliënberg: Plechelmus, Odilia van Keulen, Otger, Wiro
- Sint-Pietersberg: Petrus
- Sittard: Rosa
- Slenaken: Remigius van Reims
- Spaubeek: Laurentius van Rome
- Spekholzerheide: Martinus van Tours
- Stein: Martinus van Tours, Jozef van Nazareth
- Susteren: Amelberga van Susteren
- Swalmen: Johannes Nepomucenus
- Thorn: Aartsengel Michaël
- Ulestraten: Catharina van Alexandrië
- Urmond: Antonius van Padua, Martinus van Tours
- Vaals: Paulus
- Vaesrade: Servatius van Maastricht
- Venlo: Martinus
- Venray: Oda
- Voerendaal: Laurentius van Rome
- Wahlwiller: Kunibert van Keulen
- Weert: Martinus van Tours
- Wijnandsrade: Stefanus
- Wittem: Johannes Nepomucenus

## Noord-Brabant
- Bakel: Willibrord
- Beers: Lambertus van Maastricht
- Bergen op Zoom: Gertrudis van Nijvel
- Best: Odulphus
- Bladel: Petrus
- Breda: Maria, Michaël
- Deurne: Willibrord
- Dommelen: Martinus van Tours
- Empel en Meerwijk: Landelinus
- Geertruidenberg: Gertrudis van Nijvel
- Gassel: Johannes de doper
- Geffen: Maria Magdalena
- Geldrop: Brigida
- 's-Hertogenbosch: Johannes de Evangelist, Maagd Maria, Johannes de Doper
- Liessel: Hubertus (tot 1851), Willibrord (vanaf 1851)
- Lith: Lambertus van Maastricht

- Maarheeze: Gertrudis van Nijvel
- Mierlo: Lucia van Syracuse
- Mierlo-Hout: Lucia van Syracuse
- Mill: Heilige Willibrordus
- Nistelrode: Lambertus van Maastricht
- Odiliapeel: Odilia van Keulen
- Oss: Willibrord
- Roosendaal: Johannes de Doper
- Sint-Hubert: Hubertus, Barbara
- Sint-Oedenrode: Oda van Sint-Oedenrode
- Steenbergen: Gommarus van Lier
- Valkenswaard: Nicolaas van Myra
- Vierlingsbeek: Laurentius van Rome
- Vorstenbosch: Lambertus van Maastricht
- Wouw: Lambertus van Maastricht
- Zeeland: Jakobus de Meerdere

## Noord-Holland

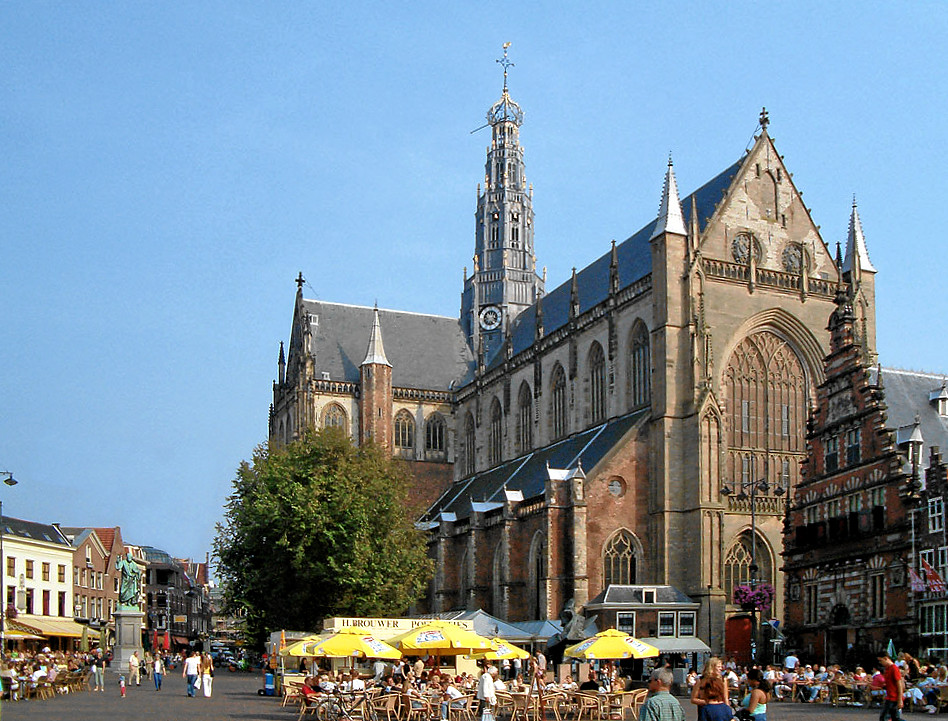
Haarlem

- Alkmaar: Laurentius van Rome, Matthias
- Amsterdam: Nicolaas van Myra
- Beverwijk: Agatha
- Bussum: Vitus
- Den Helder: Nicolaas van Myra
- Edam: Nicolaas van Myra
- Egmond: Adelbert van Egmond, Jeroen van Noordwijk
- Haarlem: Bavo van Gent
- Heemskerk: Laurentius van Rome
- Hilversum: Vitus
- Hippolytushoef: Hippolytus van Rome
- Hoorn: Cyriacus en Johannes de Doper[2]
- Kortenhoef: Antonius van Padua
- Laren: Johannes de Doper
- Lutjewinkel: Nicolaas van Myra
- Monnickendam: Nicolaas van Myra
- Naarden: Vitus
- Oostzaan: Catharina van Alexandrië
- Velsen: Engelmundus
- Volendam: Vincentius a Paulo
- Medemblik: Martinus van Tours, Bonifatius
- Westerland: Nicolaas van Myra
- Wognum: Hiëronymus

## Overijssel
- Almelo: Georgius van Cappadocië
- Beckum: Blasius van Sebaste

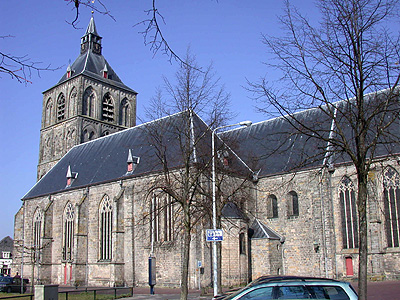
Plechelmusbasiliek in Oldenzaal

- Bentelo: Onze-Lieve-Vrouwe van Altijddurende Bijstand
- Blankenham: Nicolaas van Myra
- Borne: Stephanus
- Dalfsen: Cyriacus
- Delden: Sint-Jozef en Blasius van Sebaste
- Denekamp: Nicolaas van Myra
- Deventer: Lebuïnus; Nicolaas van Myra
- Diepenheim: Johannes de Doper
- Enschede: Jacobus de Oudere
- Giethoorn: Martinus van Tours
- Goor: Petrus en Paulus
- Haaksbergen: Pancratius
- Hardenberg: Stefanus
- Hellendoorn: Sebastianus
- Hengelo: Lambertus van Maastricht
- Hengevelde: Petrus en Paulus
- Hoonhorst: Cyriacus
- IJsselham: Stefanus
- Kampen: Johannes de Doper, Nicolaas van Myra
- Kuinre: Nicolaas van Myra
- Losser: Martinus van Tours
- Markelo: Martinus van Tours
- Oldemarkt: Nicolaas van Myra
- Oldenzaal: Plechelmus van Odiliënberg
- Ommen: Brigitta
- Ootmarsum: Simon en Judas Taddeüs
- Raalte: Heilig Kruis
- Rijssen: Dionysius
- Steenwijk : paus Clemens I
- Tubbergen: Pancratius
- Weerselo: Remigius van Reims
- Wierden: Johannes de Doper, Johannes de Evangelist (oorspronkelijk naast Johannes de Doper))
- Zalk: Nicolaas van Myra
- Zwolle: Aartsengel Michaël

## Utrecht
- Amersfoort: Georgius, Onze Lieve Vrouw van Amersfoort
- Hoogland: Martinus van Tours
- Hooglanderveen: Jozef van Nazareth
- Rhenen: Cunera van Rhenen
- Utrecht: Martinus van Tours

## Zeeland
- Aagtekerke: Agatha van Sicilië
- Hulst:Sint-Willibrordus
- Kloosterzande: Maarten van Tours
- Middelburg: Petrus
- Sint-Annaland: Anna
- Sint-Maartensdijk: Maarten van Tours
- Sint Philipsland: Philippus
- Vrouwenpolder: Maria

## Zuid-Holland
- Alphen aan den Rijn: Bonifatius
- Brielle: Catharina van Alexandrië
- Delft: Hippolytus van Rome
- Dordrecht:
- De Lier: Joris
- Den Haag: Jakobus de Meerdere
- Gorinchem: Martinus van Tours
- Gouda: Johannes de Doper
- Leiden: Petrus
- Monster: Machutus
- Naaldwijk: Adrianus
- Noordwijk (Zuid-Holland): Jeroen van Noordwijk
- Ridderkerk: Joris
- Rotterdam: Laurentius van Rome
- Rijswijk: Bonifatius
- Schiedam: Johannes de Doper, Liduina van Schiedam
- Vlaardingen: Willibrordus van Utrecht
- Zoetermeer: Nicolaas van Myra